# Curtis Mitchell
Curtis Mitchell (ur. 11 marca 1989) – amerykański lekkoatleta, sprinter.
Medalista mistrzostw USA w różnych kategoriach wiekowych (w tym seniorów) oraz mistrzostw NCAA.

## Osiągnięcia międzynarodowe
| Rok  | Impreza                       | Miejsce   | Konkurencja        | Lokata     | Wynik  |
| ---- | ----------------------------- | --------- | ------------------ | ---------- | ------ |
| 2008 | Mistrzostwa świata juniorów   | Bydgoszcz | bieg na 200 m      | 4. miejsce | 20,98  |
| 2010 | Młodzieżowe mistrzostwa NACAC | Miramar   | bieg na 200 m      | 1. miejsce | 20,06w |
| 2010 | Młodzieżowe mistrzostwa NACAC | Miramar   | sztafeta 4 x 100 m | 1. miejsce | 38,96  |
| 2013 | Mistrzostwa świata            | Moskwa    | bieg na 200 m      | 3. miejsce | 20,04  |

## Rekordy życiowe
- bieg na 200 metrów – 19,97 (2013)
- bieg na 200 metrów (hala) – 20,38 (2010)